# Mattia Torre
Mattia Torre (Roma, 10 giugno 1972 – Roma, 19 luglio 2019) è stato uno sceneggiatore, commediografo e regista italiano, noto per aver collaborato alla sceneggiatura, insieme a Luca Vendruscolo e Giacomo Ciarrapico, della serie televisiva Boris.

## Biografia
Si è formato nell'ambiente teatrale capitolino, dove ha conosciuto il regista e sceneggiatore Giacomo Ciarrapico. Insieme a lui, nei primi anni novanta, è stato autore di lavori teatrali come L'ufficio, Io non c'entro, Tutto a posto e Piccole anime. La versione cinematografica di quest'ultima opera, nel cui cast appare lo stesso Torre, è stata distribuita in sala nel 1998.
Nel 2000 ha pubblicato un libro in forma di diario intitolato Faleminderit Aprile '99 Albania durante la guerra. Il libro racconta un viaggio in Albania a poche settimane dalla guerra del Kosovo. 
Nel 2002, insieme a Luca Vendruscolo, ha scritto il lungometraggio Piovono mucche, che ha ottenuto il premio Solinas per la sceneggiatura. In Piovono mucche è anche attore, nel ruolo dell'obiettore Mercalli. Nel 2003, insieme a Valerio Aprea, è stato autore del monologo teatrale In mezzo al mare, vincitore della rassegna Attori in cerca di autore al Teatro Valle di Roma.
Dal 2004 al 2011 ha scritto il programma televisivo Parla con me, ideato da Serena Dandini. Nel 2005 è stato autore dello spettacolo teatrale Migliore, interpretato da Valerio Mastandrea. Un anno più tardi, nel 2006, ha scritto un episodio de I Cesaroni. Dal 2007 al 2010, con Luca Vendruscolo e Giacomo Ciarrapico, ha scritto la serie TV Boris e, in seguito, sempre con Vendruscolo e Ciarrapico, ha scritto e diretto il lungometraggio omonimo tratto dalla serie, distribuito poi al cinema nel 2011. 
Sempre nel 2011 è tornato a teatro con lo spettacolo 456, di cui ha realizzato anche il sequel televisivo per LA7, nel programma di Andrea Salerno e Serena Dandini The Show Must Go Off. Nel 2014 insieme a Ciarrapico e Vendruscolo ha scritto e diretto il film Ogni maledetto Natale. Nel 2016 è stato autore della serie TV Dov'è Mario?, insieme con Corrado Guzzanti. Il 6 gennaio 2018 è stata pubblicata su RaiPlay la serie La linea verticale, basata sull'omonimo libro autobiografico nel quale Torre racconta la sua esperienza con un tumore come paziente dell'ospedale romano Regina Elena.
È morto a causa di un tumore il 19 luglio 2019 all'età di 47 anni. A lui è stato dedicato il film Cosa sarà, per la regia di Francesco Bruni con Kim Rossi Stuart e la quarta stagione di Boris.
Ottiene nel 2021 il David di Donatello per la migliore sceneggiatura originale per Figli ritirato dalla figlia Emma.
Paolo Sorrentino ha curato la regia televisiva per Rai Cultura di Sei Pezzi Facili, che raccoglie alcune delle opere per il teatro più famose e apprezzate di Mattia Torre, riproposte aggiungendo un tocco di ritmo cinematografico. Le sei puntate sono andate in onda su RAI3 tra novembre e dicembre 2022.

## Filmografia

### Sceneggiatura

#### Cinema
- Piovono mucche, regia di Luca Vendruscolo (2002)
- Boris - Il film, regia di Mattia Torre, Giacomo Ciarrapico e Luca Vendruscolo (2011)
- Ogni maledetto Natale, regia di Mattia Torre, Giacomo Ciarrapico e Luca Vendruscolo (2014)
- Il grande salto, regia di Giorgio Tirabassi (2019)
- Figli, regia di Giuseppe Bonito (2020)

#### Televisione
- Baldini e Simoni - serie televisiva (1999-2000)
- Love Bugs (2004-2007)
- Parla con me (2004-2011)
- Buttafuori - serie televisiva (2006)
- Boris - serie televisiva (2007-2010)
- The Show Must Go Off (2012)
- Dov'è Mario? – serie TV, 4 episodi (2016)
- Facciamo che io ero (2017)
- La linea verticale - serie televisiva (2018) - regia, soggetto e sceneggiatura

### Regista
- Boris - Il film, regia di Mattia Torre, Giacomo Ciarrapico e Luca Vendruscolo (2011)
- Ogni maledetto Natale, regia, soggetto e sceneggiatura di Mattia Torre, Giacomo Ciarrapico e Luca Vendruscolo (2014)

### Attore
- Piccole anime, regia di Giacomo Ciarrapico (1998)
- Piovono Mucche, regia di Luca Vendruscolo (2002)
- Buttafuori - serie televisiva (2006)
- La linea verticale - serie televisiva (2018)

## Teatro
- L'ufficio, con Giacomo Ciarrapico (1994)
- Tutto a posto, con Giacomo Ciarrapico (1996)
- Io non c'entro, con Giacomo Ciarrapico (1997)
- Piccole anime, con Giacomo Ciarrapico (1998)
- In mezzo al mare (2003)
- Migliore (2005)
- Gola (2006)
- 456 (2011)
- Qui e ora (2013)
- Gola e altri pezzi brevi (2013)
- Perfetta (dal 2018)

## Opere
- Faleminderit. aprile '99, in Albania durante la guerra; Memoranda, 1999.[7]
- In mezzo al mare. Cinque atti comici, Dalai Editore 2012.
- Boris 2. Il ritorno, Milano, Feltrinelli, 2011
- 456: morte alla famiglia!, Milano, Baldini&Castoldi, 2012.
- La linea verticale, Milano, Baldini&Castoldi, 2017.
- In mezzo al mare. Sette atti comici, Segrate, Mondadori, 2019.
- A questo poi ci pensiamo, (opera postuma), Segrate, Mondadori, 2021.

## Premi e riconoscimenti
- David di Donatello

2021 - Migliore sceneggiatura originale per Figli